# El Complejo
El Complejo är en ort i Mexiko.   Den ligger i kommunen Huimanguillo och delstaten Tabasco, i den sydöstra delen av landet, 600 km öster om huvudstaden Mexico City. El Complejo ligger 42 meter över havet och antalet invånare är 206.
Terrängen runt El Complejo är mycket platt. Runt El Complejo är det ganska glesbefolkat, med 45 invånare per kvadratkilometer. Närmaste större samhälle är Huimanguillo, 11,2 km öster om El Complejo. Trakten runt El Complejo består till största delen av jordbruksmark.